# Staat im Staate
Staat im Staate, auch Schattenstaat oder Tiefer Staat (englisch deep state), ist ein negativ konnotiertes politisches Schlagwort, das tatsächliche oder angebliche und illegale oder illegitime Machtstrukturen innerhalb eines Staates bezeichnet. Die dabei zumeist verdeckte Macht geht von Gruppen aus, die sich tatsächlich oder angeblich gegenüber der Regierung eines Staates nicht oder nur eingeschränkt loyal verhalten und ihren eigenen Gesetzen gehorchen. Der Begriff wird regelmäßig im Rahmen von Verschwörungstheorien verwendet. Gemeint ist dann zumeist, dass die Regierung fremdgesteuert oder machtlos sei.

## Entstehung und Verbreitung des Begriffs
In Baruch de Spinozas (1632–1677) Tractatus theologico-politicus findet sich die Formulierung (lateinisch imperium in imperio). Im Deutschen lässt sich die Formulierung „Staat im Staate“ erstmals im Jahr 1764 nachweisen. Eine literarisch-philosophische Reflexion über das Konzept eines „Staats im Staate“ findet sich in Das Geheimnis des Kosmopoliten-Ordens (1788) von Christoph Martin Wieland. In diesem Werk warnt Wieland vor der Gefahr, dass Geheimgesellschaften, die sich als moralische Elite ausgeben, tatsächlich als eine parallele Machtstruktur agieren und politische Institutionen unterwandern könnten.
Größere Aufmerksamkeit erlangte sie in der 1784 erschienenen Schrift Ueber Freymaurer, besonders in Bayern des Münchner Theaterdichters Joseph Marius Babo, in der er verschiedene Verschwörungsphantasien zusammenfasste, die gerade im Umlauf waren. Babo erhob den Vorwurf, der Illuminatenorden, eine radikalaufklärerische Geheimgesellschaft, hätte den bayerischen Staat bereits vollständig unterwandert. Nichteingeweihte würden gegebenenfalls mit Gift aus dem Weg geräumt, die Mitglieder hätten sich der Ordensleitung, die sie persönlich gar nicht kennen würden, zu absolutem Gehorsam verpflichtet:

„Die Inquisition in Spanien führet keine so schändlichen Grundsätze, und ein offenbarer Aufruhr wäre weniger schädlich als dieser Staat im Staate und dieses unsichtbare Gift.“

Der Verdacht, der eigene Staat würde nicht von seiner offiziellen Regierung regiert, sondern von einer verborgenen Gruppe geheimer Machthaber, ist seit der Dekolonisierung der 1960er Jahre in Nordafrika und im Nahen Osten weit verbreitet. Dies gilt namentlich auch für die Türkei (siehe Liste von Verschwörungstheorien aus der Türkei). Seit dem Aufkommen der rechtspopulistischen Tea-Party-Bewegung 2009 ist diese Verschwörungstheorie auch in den USA populär. Der isländische Politikwissenschaftler Eiríkur Bergmann bezeichnet die Annahme eines Deep State als heute übliches Thema rechtsgerichteter Verschwörungstheorien. So unterschiedlich die Vorstellungen von Land zu Land jeweils sind, haben sie doch gemeinsame Züge: Allgegenwart des Sicherheitsapparats, Einmischung der militärisch-industriellen Lobby in die Staatsgeschäfte und mitunter einen Rückgriff auf die Strategie der Spannung.

## Systematisierung
Der Vorwurf, einen Staat im Staate zu bilden, wird oft, aber nicht ausschließlich erhoben gegen
- nationale und andere Minderheiten
- Teile des Staatsapparats wie Armeen, Geheimdienste oder mächtige Behörden,
- Interessengruppen wie Unternehmen, Gewerkschaften oder Verbände,
- kriminelle Organisationen.

### Nationale, ethnische und religiöse Minderheiten
Nationale, ethnische oder religiöse Minderheiten werden häufig beschuldigt, einen Staat im Staate zu bilden. Insbesondere ist dies ein antisemitisches Stereotyp gegenüber Juden. Der deutsche Philosoph Johann Gottlieb Fichte (1762–1814) etwa glaubte, Juden wären so eng mit ihrer Religion und einer Körper und Geist erschlaffenden Handelstätigkeit verbunden, dass er ihre Integration in die Mehrheitsgesellschaft für ausgeschlossen hielt und der Ansicht war, sie würden einen Staat im Staate bilden. Hiergegen polemisierte der deutsch-jüdische Saul Ascher 1794 in seiner Schrift Eisenmenger der Zweite. In den 1920er Jahren warnten christliche Politiker in Litauen vor einem jüdischen Staat im Staate, falls das Land multiethnisch und nicht nationalstaatlich verfasst würde.
Andere Beispiele für Gruppen, denen die Absicht der Bildung eines Staats im Staat unterstellt wurde, waren die Hugenotten im Frankreich des 16. und 17. Jahrhunderts, die Jesuiten im 18. Jahrhundert bis zur Aufhebung des Jesuitenordens im Jahr 1773 oder die Sudetendeutschen in der Tschechoslowakei der Zwischenkriegszeit. Das Regime der Jungtürken, das 1908 die Macht im Osmanischen Reich übernommen hatte, hielt die christliche Minderheit der Armenier für eine Fünfte Kolonne der Triple Entente im Ersten Weltkrieg und ließ sie zu Hunderttausenden deportieren und ermorden. Aus jüngerer Zeit sind vor allem die Kurden in der Südosttürkei und im Nordirak oder die Rohingya in Myanmar zu nennen.
Unter dem Titel Imperium in imperio veröffentlichte der afroamerikanische Schriftsteller Sutton Elbert Griggs 1899 einen Roman, in welchem die Schwarzen der USA innerhalb der USA einen eigenen Staat bilden.

### Teile des Staatsapparats
Armeen und Nachrichtendienste sind aufgrund ihrer Intransparenz häufig dem Verdacht ausgesetzt, einen Staat im Staate zu bilden. Während die Arbeit von Nachrichtendiensten in Demokratien einer – zumindest teilweisen – parlamentarischen Kontrolle unterliegt, etwa durch die Parlamentarische Kontrollkommission in Deutschland, bleibt sie in Diktaturen bewusst unkontrolliert. So spricht beispielsweise der Russland-Korrespondent der Frankfurter Zeitung, Georgi Popow, 1925 von der Tscheka als „Staat im Staate“. Christina Wilkening beschrieb mit dem Begriff „Staat im Staate“ die Arbeitsweise der Stasi in der DDR.
Das Militär wird oft als Staat im Staate beschrieben, wenn es eine durch organisatorische und personelle Vorgaben und Regelungen beförderte, autonome gesellschaftlich-politische Rolle einnimmt und sich nicht als Teil der Zivilgesellschaft versteht, sondern als strukturell eigenständiger Machtfaktor mit eigenen Interessen und politischen Zielen wahrgenommen wird. So wurde die Reichswehr durch eine eigene Jurisdiktion unter dem Oberbefehl des Reichspräsidenten zu einem Staat im Staate.
Auch das zivile staatliche Handeln durch Beamte, Richter und andere Amtsträger unterliegt häufig nur indirekter öffentlicher Kontrolle (siehe auch Transparenz (Politik)). Damit setzen sich die genannten Personengruppen leicht dem Vorwurf aus, im Eigen- statt im Staatsinteresse zu handeln und einen Staat im Staate zu bilden. Beispielsweise sieht Bernt Engelmann in der Beamtenschaft einen Staat im Staate.

### Interessengruppen
Die Politikwissenschaftlerin Manuela Maschke beschreibt die Geschichte der israelischen Gewerkschaft Histadrut als anfänglichen Staat im Staate.

## Funktion
Der Ausdruck Staat im Staate kann einerseits  der wissenschaftlichen Analyse von Verselbstständigungsprozessen bestimmter Teile des Staatsapparats dienen, insbesondere wenn es um illiberale Regierungssysteme geht. Bei der Analyse liberaler Demokratien wird er im akademischen Diskurs zumeist vermeiden. Für diese wird er dagegen andererseits oft von Rechtspopulisten und Rechtsextremisten benutzt, denen es aber nicht darum geht, auf Fehlentwicklungen aufmerksam zu machen, um sie abzustellen, sondern um die Delegitimierung demokratischer Staaten und ihrer Eliten, deren Werte sie nicht teilen. Zu diesem Zweck verbreiten sie häufig den verschwörungstheoretischen Mythos vom Staat im Staate bzw. dem Tiefen Staat. Die Politikwissenschaftler Florian Hartleb und Christoph Schiebel sehen in diesem Mythos ein „Scharnier zwischen Rechtspopulismus und Rechtsextremismus“.

## Beispiele nach Ländern

### Deutschland
Preußen und das von ihm politisch dominierte Deutsche Kaiserreich galten zu Beginn des 20. Jahrhunderts im internationalen Bewusstsein als Hort und Inbegriff des Militarismus, mithin als ein Staat, in dem das Militär eine selbstherrliche und von bürgerlicher Kontrolle weitgehend befreite Sonderrolle einnahm. Darauf nahm Karl Liebknecht 1907 Bezug, als er sagte:

„Wie uns angeblich noch keiner – um mit Bismarck zu reden – den preußischen Leutnant nachgemacht hat, so hat uns in der Tat noch keiner den preußisch-deutschen Militarismus ganz nachzumachen vermocht, der da nicht nur Staat im Staate, sondern geradezu ein Staat über dem Staat geworden ist.“

Die staatspolitisch fragwürdige Sonderstellung des Militärs als „Machtinstrument der Systemerhaltung nach innen“ und der „Missbrauch des Militärs als innenpolitisches Kampfinstrument“, die Stig Förster als Wesen des „konservativen Militarismus“ beschreibt, war auch Gegenstand zeitgenössischer Diskussionen, wie sie etwa anlässlich der Episode um den Hauptmann von Köpenick (1906) oder der Zabern-Affäre (1913/1914) in der Öffentlichkeit über die Frage geführt wurden, wie es geschehen konnte und zu rechtfertigen war, dass das preußische Militär gegenüber der zivilen Staatsverwaltung politisch-administrative Kompetenzen usurpieren konnte.
Eine distanzierte Sonderstellung gegenüber dem Staat lässt sich auch für die Reichswehr zur Zeit der Weimarer Republik konstatieren. Aufgrund des Ebert-Groener-Paktes konnte sich die Armee eine weitgehende innere Autonomie sichern. Sie nutzte dies, um der Regierung – z. B. während des Kapp-Putschs – den Gehorsam zu verweigern. Ihre Soldaten waren nicht voll in die Republik integriert, da sie kein Wahlrecht besaßen und der abgeschotteten Jurisdiktion unter dem Reichspräsidenten unterlagen. Der Chef der Heeresleitung Hans von Seeckt verweigerte einen Primat der Politik über die Truppe mit der Begründung, sie gehe im Staat auf, denn sie sei der Staat.
Die Stellung der Bundeswehr als Parlamentsarmee mit dem Leitbild vom Staatsbürger in Uniform, der Inneren Führung, mit dem Wehrbeauftragten und dem Beschwerderecht sorgte in Verbindung mit der Wehrpflicht dafür, dass sie sich, anders als die Reichswehr, nicht zu einem Staat im Staate entwickelte.
Im Gegensatz zur Bundeswehr gibt es in anderen Institutionen der Bundesrepublik Deutschland keine vergleichbaren Absicherungen gegen Entwicklungen zum Staat im Staate oder zu einem Tiefen Staat. Im Zusammenhang mit den NSU-Verbrechen und anderen, als Behördenversagen oder Skandal bezeichneten Vorgängen wuchs die Sorge vor einem Tiefen Staat.
Da das englische deep state weitgehend synonym zu state within a state gebraucht wird, findet der Begriff Tiefer Staat auch im Deutschen Verwendung.

### Libanon
Von Mitte der 1970er Jahre bis 1990 wurde der Libanon von einem Bürgerkrieg heimgesucht. Den offenen Gefechten zwischen der maronitischen Phalange-Miliz und der Palästinensischen Befreiungsorganisation (PLO) vorausgegangen war eine Reihe wechselseitig verübter Anschläge und kleinerer Massaker zwischen diesen Gruppierungen. Ursache des Bürgerkrieges war der Verlust des ethnischen Gleichgewichts nach der Ankunft der im Schwarzen September 1970 aus Jordanien vertriebenen bewaffneten Kräfte der PLO. Diese errichteten mit Billigung muslimischer libanesischer Gruppen einen bewaffneten Staat im Staate.

### Pakistan
In Pakistan gelten die Streitkräfte und ihr militärischer Geheimdienst ISI als Staat im Staate. Sie haben großen Einfluss auf die Politik, die Justiz und die Wirtschaft.

### Russland
Seit den 1870er Jahren, in der Regierungszeit von Alexander II. wurden die Juden in Russland von Vertretern der slawophilen Bewegung, wie Konstantin Aksakow und Fjodor Dostojewski, beschuldigt, einen Staat im Staate zu bilden. Dieser Vorwurf findet sich bereits in dem antisemitischen Pamphlet Kniga Kagala (Das Buch vom Kahal) von Jakow Brafman (1869).

### Türkei
In der Türkei versteht man unter Tiefer Staat die Verflechtung von Sicherheitskräften, Politik, Justiz, Verwaltung und organisiertem Verbrechen (insbesondere Killerkommandos). Die Diskussion hierüber entfachte besonders um den so genannten Susurluk-Skandal im Jahre 1996, wurde aber seit 1973 geführt, als das bis dahin geheime Özel Harp Dairesi („Amt für besondere Kriegführung“), eine Stay-behind-Organisation bekannt wurde. 1990 gebrauchte der ehemalige türkische Ministerpräsident dafür den Ausdruck türkisch derin devlet (Tiefer Staat). In den letzten Jahren tauchte häufiger auch der Geheimdienst der Gendarmerie mit seiner Abkürzung JITEM als inoffizielle Organisierung von Maßnahmen gegen die Opposition auf (wobei politische Morde, auch als extra-legale oder außergerichtliche Hinrichtungen bezeichnet, eingeschlossen sind). Ein Vorfall in Şemdinli (Provinz Hakkâri) vom 10. November 2005, in den ein Überläufer der PKK und zwei Angehörige der Gendarmerie verstrickt waren, wird hierfür als Beispiel genannt.

### Vereinigte Staaten
Die Aussage, dass es einen Deep State in den Vereinigten Staaten von Amerika gibt, kann sowohl als Verschwörungstheorie als auch als Tatsache interpretiert werden. Die unterschiedliche Interpretation ist davon abhängig, was unter dem Begriff verstanden und wie er gebraucht wird bzw. ob Aussagen über den Deep State in den Vereinigten Staaten getätigt werden, die wahrheitsgemäß sind oder nicht.
Eine Umfrage von ABC News und der Washington Post ergab 2017, dass fast die Hälfte der Amerikaner an einen verschwörerischen „Deep State“ in den USA glaubt. Ein Deep State wird nach Ausprägung etwa im militärisch-industriellen Komplex, in der Ministerialbürokratie oder den Geheimdiensten vermutet. Das Attentat auf John F. Kennedy wird mitunter auf einen deep state zurückgeführt, der alles durchdringe. Donald Moynihan, Professor für Politikwissenschaft an der Georgetown University, implizierte die Existenz eines Deep States in den USA, als er sagte, US-Präsident Donald Trump habe es nie verstanden, die Bundesbürokratie mit ihren ca. 2,9 Millionen Angestellten wirklich zu beherrschen. David S. Rohde, Investigativjournalist von The New York Times, veröffentlichte seine Recherchen über den tatsächlichen Deep State in den USA sowie die unter den Begriff fallenden Mythen, in dem Sachbuch In Deep: The FBI, the CIA, and the Truth about America's "Deep State". Laut dem amerikanischen Staatsrechtler Jon D. Michaels unterscheidet sich der amerikanische deep state, das heißt: die Washingtoner Ministerialbürokratie, deutlich von Regimen, von denen man üblicherweise annimmt, würden einen „tiefen Staat“ beherbergen: Sie sei durchaus nicht zwielichtig oder elitär, vielmehr eine sehr volksnahe Institution, demografisch vielfältig, in hohem Maße rechenschaftspflichtig und ohne finanzielle Anreize oder Neigung, den Volkswillen zu untergraben. Schließlich sei sie durchaus nicht monolithisch – die einzelnen Ministerien und Behörden würden durchaus unterschiedliche Interessen verfolgen – und stehe auch nicht außerhalb der Verfassung. Daher solle man den amerikanischen deep state eher unterstützen, als ihm mit Misstrauen zu begegnen. Sowohl das Project 2025 (ein von einem breiten rechtskonservativen Bündnis entwickelter Plan) als auch die Agenda 47 (das offizielle Wahlprogramm Donald Trumps für die Präsidentschaftswahl in den Vereinigten Staaten 2024) nehmen die US-amerikanische Ministerialbürokratie als einen „Deep State“ wahr und beabsichtigen im Falle eines Sieges der Republikanischen Partei bei den US-Wahlen im Jahr 2024, ca. 50.000 Bundesbeamte im öffentlichen Dienst zu ersetzen, weil sie sich während Trumps erster Amtszeit nicht als folgsam erwiesen.
Der Präsident Donald Trump verdächtigte wiederholt öffentlich den ehemaligen FBI-Direktor James Comey und dessen Stellvertreter Andrew McCabe, sie stünden im Mittelpunkt einer angeblichen Verschwörung des deep state gegen ihn. Die Annahme eines deep state ist ebenfalls Bestandteil von rechtsgerichteten Verschwörungstheorien um QAnon, wonach mächtige Pädophile die Welt regieren würden. Trump verfolge einen großen Plan, um diese Verschwörung des deep state zu zerschlagen, der deswegen diverse Komplotte gegen ihn schmiede.
Der ehemalige stellvertretende Verteidigungsminister John M. Deutch schreibt, es gebe kaum Untersuchungen und wenig Belege dafür, dass ein Deep State wirklich existiere. Bedrohungen für die amerikanische Sicherheit aus dieser Richtung sieht er nicht. Das Narrativ vom Deep State sei vielmehr das Ergebnis des überraschenden Wahlsiegs Donald Trumps bei den Präsidentschaftswahlen 2016 und dem sich anschließenden Konflikt zwischen seinem oft bizarren Verhalten und der alteingesessenen Elite des Washingtoner Beamtenapparats. Der ehemalige Sprecher des Repräsentantenhauses Newt Gingrich erklärte dagegen 2017, der beste Trick des Deep State sei es, die Menschen glauben zu lassen, es gäbe ihn gar nicht: Seine Mitglieder „erschaffen eine Lüge, verbreiten eine Lüge und bestreiten, dass sie hinter der Lüge stecken“. Das Fehlen von Beweisen für den Deep State wird nach Ansicht des Turkologen Tancrède Josseran somit implizit als Beweis für seine Existenz gewertet: „Die Verschwörung ist so groß, so weit verzweigt, so verborgen, so monströs, dass es unmöglich ist, sie zu beweisen.“